# Ковалевский, Евграф Петрович (младший)
Евграф Петрович Ковалевский (младший) (30 декабря 1865 (11 января 1866), Санкт-Петербург, Российская империя — 14 марта 1941, Мёдон, Франция) — русский юрист, политический и общественный деятель. Член Государственной думы.
Землевладелец Воронежской губернии (1400 десятин).

## Биография

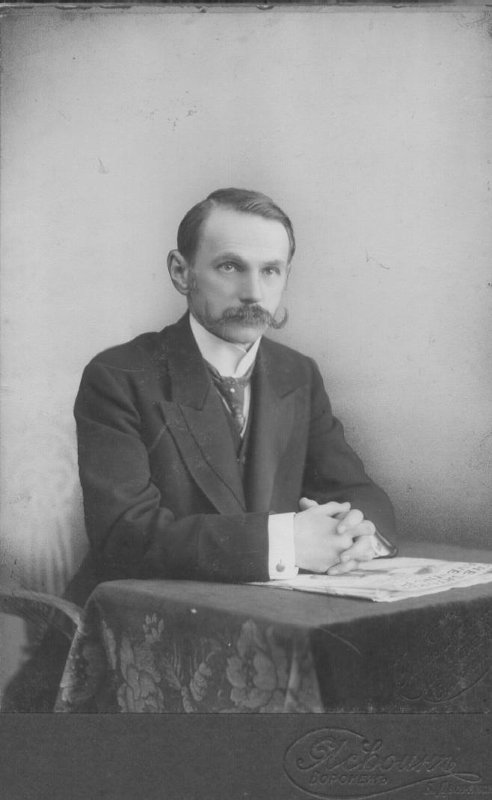
Е. П. Ковалевский

Родился 30 декабря 1865 (11 января 1866) года в семье генерал-майора. Внук Евграфа Петровича Ковалевского.
В 1889 году, окончив юридический факультет Московского университета с дипломом 1-й степени (кандидат прав), был оставлен при Московском университете по кафедре государственного права.
Командирован с научными целями в Европу, удостоен серебряной медали Общества садоводства в Нанси (1890).
Помощник обер-секретаря в 1-м департаменте Сената, чиновник особых поручений при Министерстве народного просвещения (1893), член Комиссии по техническому образованию (1891) и Учёного комитета, председатель Постоянной комиссии по народным чтениям (1894), преобразователь средней и начальной школы, участник международных конгрессов по воспитанию в Европе и Америке, член жюри Всемирной выставки в Чикаго (1893), устроитель педагогических отделов на Нижегородской (1896), Стокгольмской (1897), Будапештской, Венской (1898) и Парижской всемирной (1900) выставках, на последней устроил даровые квартиры и образовательные экскурсии для русских учителей.
Организовал в Воронежской губернии две образцовых школы, автор законопроекта о школьном образовании, член Совета Человеколюбивого общества. В течение 20 лет состоял уездным и губернским гласным и почетным мировым судьей в Воронежской губернии.
Товарищ председателя распорядительного комитета Партии правового порядка (1905), член «Союза 17 октября» (1906).
В 1912 году разработал проект закона о всеобщем образовании.
Депутат III (секретарь 1-го отдела) и IV (секретарь 11-го отдела) Государственной думы, член комиссий: о мерах к охранению памятников древности (председатель), о народном образовании (товарищ председателя), для рассмотрения законопроекта о гимназиях и подготовительных училищах (товарищ председателя), бюджетной, по делам Православной Церкви, по исполнению государственной росписи доходов и расходов, председатель совещания по законопроекту о всеобщем обучении, докладчик по смете Синода, член Прогрессивного блока (1915). С 1915 года — член Чрезвычайной следственной комиссии, изучавшей военные преступления противников России в Первой мировой войне.
Комиссар Временного правительства по Министерству народного просвещения и благотворительным учреждениям, инициатор реформы Мариинских женских гимназий (1917).
Награждён орденами: Св. Станислава 3-й и 2-й (1904) степеней, Св. Анны 3-й степени (1896), Св. Владимира 3-й степени (1914), французским Почётного легиона (1901), сербским Таковского креста 3-й степени (1902), румынским Звезды 4-й степени (1903), австрийским командорским крестом Франца Иосифа (1904), бельгийским командорским крестом Леопольда I (1907), ольденбургским герцога Петра-Фридриха-Людвига 1-й степени.
В 1917—1918 годах член Поместного Собора по избранию от Государственной думы как заместитель Н. Ф. Каптерева, участвовал в 1-2-й сессиях.
В 1918 году эмигрировал во Францию, поселился в Ницце. В 1919 году был командирован в армию А. И. Деникина. С 1920 года жил в Мёдоне близ Парижа.
С 1921 года председатель Союза освобождения и возрождения России, товарищ председателя Национального комитета, член Совета монархического «Русского очага».
В 1921 году — член Всезаграничного церковного собора в Сремских Карловцах. Возглавлял дни русской культуры для молодежи.
С 1922 года член Союза русских адвокатов за границей, ЦК Русского народно-монархического союза, епархиального совета при митрополите Евлогии (Георгиевском), товарищ председателя и член правления парижской Русской академической группы, председатель её отдела средней школы, один из руководителей Комитета по обеспечению высшего образования русскому юношеству за границей.
В 1923 году — участник первого съезда Русского студенческого христианского движения в г. Пшеров (Чехословакия). В 1925 году — участник второго съезда РСХД и член учредительного комитета Свято-Сергиевского православного богословского института, где преподавал латинский, французский и немецкий языки. Организатор преподавания русского языка во французских школах, член правления Союза русских преподавателей во Франции.
В 1927 г. докладчик на Епархиальном собрании в Париже. С 1928 г. член Франко-русского комитета, посвященного вопросам образования.
В 1929 г. участник Педагогического съезда во Франции. В 1926—1933 и 1936—1939 гг. товарищ председателя Главного совета Российского центрального объединения.
С 1931 г. возглавлял Дни русской культуры для молодежи, товарищ председателя попечительского совета русской средней школы в Париже.
С 1933 г. вице-председатель совета Союза русских кавалеров ордена Почетного легиона.
С 1934 г. вице-президент Комитета содействия национальному воспитанию русской молодежи, член краевого правления Русского сокольства во Франции.
С 1935 г. член ревизионной комиссии Русского торгово-промышленного и финансового союза, редколлегии ежемесячного издания «Россия за рубежом».
С 1937 г. товарищ председателя ЦК по обеспечению высшего образования русскому юношеству за рубежом.
В 1938 г. председатель Пушкинской комиссии. Член общества «Добрый самаритянин» и Англо-саксонской ложи.
Скончался 14 марта 1941 года в пригороде Парижа, Мёдоне (департамент О-де-Сен).

## Семья
Был женат на Инне Владимировне Стрекаловой. Их сыновья: епископ Иоанн-Нектарий (Ковалевский), композитор Максим Евграфович Ковалевский и историк Пётр Евграфович Ковалевский.